# HD74888
HD74888 — хімічно пекулярна зоря спектрального класу B9, що має видиму зоряну величину в смузі V приблизно  6,8.
Вона  розташована на відстані близько 834,2 світлових років від Сонця.

## Фізичні характеристики
Телескоп Гіппаркос зареєстрував фотометричну змінність  даної зорі з періодом    1,84 доби в межах від  Hmin= 6,84 до  Hmax= 6,78.

## Пекулярний хімічний склад
Зоряна атмосфера HD74888 має підвищений вміст 
Si
.